# Sainghin-en-Mélantois

Sainghin-en-Mélantois este o comună în departamentul Nord, Franța. În 1 ianuarie 2022 avea o populație de 2.844 de locuitori.